# He Shangquan
He Shangquan (chinesisch 何尚全; * um 1963) ist ein ehemaliger chinesischer Badmintonspieler. 

## Karriere
He Shangquans große Zeit waren die 1980er Jahre. 1982 kam er im Länderspiel Chinas gegen England zum Einsatz und bezwang dabei Nick Yates mit 15:11 und 15:5. Bei den Danish Open des gleichen Jahres stand er sowohl im Einzel als auch im Doppel im Halbfinale. Nach ganz oben auf das Treppchen schaffte er es bei der Asienmeisterschaft 1983 im Herrendoppel mit Jiang Guoliang. Ein Jahr später wurde er mit dem chinesischen Männerteam Vizeweltmeister im Thomas Cup. 1987 stand er mit Xie Yufen im Mixed-Finale der China Open, unterlag dort aber gegen Zhou Jincan und Lin Ying deutlich in zwei Sätzen. Nach seiner aktiven Laufbahn begann er als Trainer zu arbeiten und betreute dabei unter anderem das Team von Guangdong.

## Sportliche Erfolge
| Saison | Veranstaltung      | Disziplin    | Platz | Name                          |
| ------ | ------------------ | ------------ | ----- | ----------------------------- |
| 1982   | Denmark Open       | Herreneinzel | 3     | He Shangquan                  |
| 1982   | Denmark Open       | Herrendoppel | 3     | Jiang Guoliang / He Shangquan |
| 1983   | Asienmeisterschaft | Herrendoppel | 1     | Jiang Guoliang / He Shangquan |
| 1984   | Thomas Cup         | Team         | 2     | China                         |
| 1987   | China Open         | Mixed        | 2     | He Shangquan / Xie Yufen      |